# 体育場駅 (石家荘市)
体育場駅（たいいくじょうえき、中国語：体育场站、英語：Tiyuchang Station）は河北省石家荘市長安区にある石家荘地下鉄1号線の駅。2017年6月26日に、1号線の開業とともに供用開始された。駅名は駅付近にある裕彤国際体育中心にちなんで名づけられた。

## 位置
体育場駅は石家荘市長安区の中山東路と体育北大街の交差点にある。

## 駅構造
島式ホーム1面2線の地下駅。
| 地上     | 出入口     | A、B、C、D出入口                     |
| 地下一階 | 駅ロビー   | 切符売り場                           |
| 地下二階 | 線路       | ■1号線 西王方面 （次の駅：博物院駅） |
| 地下二階 | 島式ホーム |                                      |
| 地下二階 | 線路       | ■1号線 福沢方面 （次の駅：北宋駅）   |

## 出入口
出入口は4つ使用されている。
| 出入口番号 | 出入口がある場所、その周辺                                             |
| ---------- | ---------------------------------------------------------------------- |
| 出口 · A   | 中山東路（北側）、体育北大街（東側）、河北医科大学                     |
| 出口 · B   | 中山東路（南側）、体育南大街（東側）、裕彤国際体育中心、石家荘第三医院 |
| 出口 · C   | 中山東路（南側）、体育南大街（西側）、河北省体育局                     |
| 出口 · D   | 中山東路（南側）、体育北大街（西側）、河北師範大学附属中学、附属小学   |

## 隣の駅
石家荘地下鉄
■1号線
博物院駅 - 体育場駅 - 北宋駅